# Royaume de Kakongo
Pour les articles homonymes, voir Cacongo.
Kakongo est un petit royaume situé sur la côte atlantique de l'Afrique centrale, dans l'actuelle République du Congo et la province de Cabinda, en Angola. Au XIIIe siècle, il fait partie d'une confédération dirigée par le royaume de Vungu (en). Avec ses royaumes voisins de Ngoyo et de Loango, Kakongo est devenu un important centre commercial politique entre les XVIIe et XIXe siècles. Les habitants parlent un dialecte de la langue kikongo et peuvent donc être considérés comme faisant partie de l'ethnie Bakongo. Kakongo est un vassal du Royaume du Kongo pendant une partie de son histoire.

## Histoire
L'histoire la plus ancienne de Kakongo est inconnue et les traditions orales recueillies dans la région dès le XIXe siècle ne contribuent pas beaucoup à l'élucider. Dans son état actuel, l'archéologie ne peut qu'attester que la région est déjà à l'âge du fer au Ve siècle av. J.-C.. et que des sociétés complexes émergent dans les environs dès les premiers siècles de notre ère.
Le royaume est mentionné pour la première fois dans les titres du roi du Kongo Afonso Ier en 1535, dans lesquels il note qu'il est roi de cette région, ainsi que d'un certain nombre d'autres situées le long de la rive nord du fleuve Congo. Ce titre amène les historiens à penser que Kakongo faisait autrefois partie d'une confédération dirigée par le royaume de Vungu (en) qui comprenait Kongo. En effet, à la fin du XVIe siècle, un groupement territorial formé par les États Kakongo, Vungu et Ngoyo semble détenir un statut spécial vis à vis du royaume du Kongo et ne sont pas considéré comme des provinces du royaume, mais au mieux des États assujettis ou tributaires. L'influence du Kakongo se traduit même dans les régions environnantes puisque la tradition orale du royaume de Loango situe ses origines dynastiques au Kakongo.
Par la suite, les roi du Kongo abandonnent leurs titres et prétentions sur le Kakongo, établissant la probable indépendance du Kakongo vers 1630-1640.
Les marchands portugais, intéressés par le commerce du cuivre, de l'ivoire et des esclaves, ont commencé à établir des manufactures à Kakongo dans les années 1620, et les marchands hollandais et anglais ont également visité le royaume au cours du XVIIe siècle. Sa capitale s'appelait Kinguele et est une ville de l'intérieur des terres.
Kakongo est devenu un centre commercial très important au XVIIIe siècle, régulièrement visité par des navires en provenance d'Angleterre, de France, des Pays-Bas et du Portugal. Son port de Cabinda est une plaque tournante majeure située dans une baie protégée. Les esclaves dominaient les exportations du pays, même si la plupart étaient simplement transbordés depuis des régions plus au sud, principalement du Royaume du Kongo et des provinces orientales de l'Angola, comme Matamba .
Les marchandises importantes qui étaient également échangées comprenaient la poudre à canon, les fusils, les couteaux, les tissus de coton, les perles de verre, le cuivre et les barres de fer.
Une mission catholique française est envoyée au Kakongo entre 1768 et 1776 et compare les langues parlées au Kakongo avec celles des autres États. Il tente de convertir le royaume, mais la mission est un échec. Toutefois, les documents issus de ces missions ont permis une étude et une compréhension approfondie du Kikongo.